# Пазачът на планетата
„Пазачът на планетата“ е български 2-сериен телевизионен
игрален филм (драма) от 1989 година на режисьора Александър Попов, по сценарий на Васко Жеков. Оператор е Димитър Николов. Музиката във филма е на композитора Христо Христов.
Филмът е реализиран по едноименния роман на Васко Жеков.

## Серии
- 1. серия – 59 минути
- 2. серия – 59 минути [1].

## Актьорски състав
| Роля                                        | Изпълнител            |
| ------------------------------------------- | --------------------- |
| д-р Жеко Василев                            | Любомир Бъчваров      |
| бай Павел, кметът на Бежаново               | Иван Григоров         |
| ветеринарният лекар Йоло                    | Никола Чиприянов      |
|                                             | Петър Петров          |
| Емилия                                      | Силвия Рангелова      |
|                                             | Добромир Задгорски    |
| Кавръков, началник на отдел във ведомството | Васил Димитров        |
| бай Димитър                                 | Иван Янчев            |
|                                             | Никола Дадов          |
| директорът на завода                        | Марин Янев            |
| роднината на Жеко                           | Вълчо Камарашев       |
| селянин                                     | Антон Карастоянов     |
|                                             | Венцислав Кисьов      |
| селянин от пейката                          | Иван Гайдарджиев      |
|                                             | Георги Пенев          |
|                                             | Иван Андреев          |
|                                             | Константин Цанев      |
|                                             | Катя Тодорова         |
|                                             | Валентин Колев        |
|                                             | Лилия Върбанова       |
|                                             | Петър Терзиев         |
|                                             | Димитрина Савова      |
|                                             | Катя Чукова           |
|                                             | Альоша Бехар          |
|                                             | Добри Добрев          |
|                                             | Славелена Майноловска |
| бай Донко, пощаджията                       | Иван Обретенов        |
|                                             | Мария Никоевска       |
|                                             | Младен Петков         |
|                                             | Вили Ташкова          |
|                                             | Пенка Цицелкова       |
|                                             | Цена Пенкова          |
|                                             | Димитър Милев         |
|                                             | Димитър Георгиев      |
|                                             | Петко Димитров        |

и други